# Encarsia unicitrella
Encarsia unicitrella är en stekelart som beskrevs av Evans och Andrew Polaszek 1997. Encarsia unicitrella ingår i släktet Encarsia och familjen växtlussteklar. Inga underarter finns listade i Catalogue of Life.